# Lars Carlsson (illustratör)
 Lars Axel  Carlson, född 11 mars 1921 i Falköping , död 18 december 2002 i Sävare församling, Västra Götalands län, var en svensk illustratör, mest känd för sin stora produktion av julkort och andra gratulationskort.  Han har även illustrerat och skrivit barnböcker med jultema. Hans bilder är signerade Lars Carlson, Lasse, LC, Fingal, CL eller Marie.
Lars Carlson var född i Västergötland och uppvuxen i Dalarna. Han började sin karriär som springpojke och fick tillfälligt arbete som dekoratör. Han fick sedan anställning som porslinsdekoratör på Rörstrands porslinsfabrik. Han började måla julkort på slutet av 1940-talet.
På äldre dagar bodde han i Arvika. Carlson donerade en stor del av sina originalbilder till Arvika kommun år 2000. Utgivningsrättigheterna för de flesta av hans bilder innehas av Hedlundgruppen.